# Фишер-билдинг
Фишер-билдинг — 20-этажное здание высотой 275 футов (84 м) в неоготическом стиле, расположенное по адресу 343 South Dearborn Street в районе Чикаго-Луп в Чикаго. Первоначальное здание было построено в 1896 году по заказу бумажного магната Люциуса Фишера компанией D.H. Burnham & Company, а в 1907 году к нему была добавлена пристройка.

## История
На момент завершения строительства это здание было одним из двух 18-этажных и более зданий в Чикаго, второе — Масоник-билдинг (высота которого составляла 21 этаж). По сей день Фишер-билдинг является самым старым 18-этажным зданием в Чикаго, которое не было снесено. Масоник-билдинг, более высокий и старый, был снесен в 1939 году.
Оригинальное здание было спроектировано Чарльзом Б. Этвудом из компании D.H. Burnham & Company. В 1906 году пристройка с северной стороны здания подняла его с 18 до 20 этажей. Бывший сотрудник фирмы Бернхэма, Питер Дж. Вебер, спроектировал и контролировал пристройку здания, которая была завершена в 1907 году.
Фишер-билдинг украшено терракотовой резьбой с изображением различных водных существ, включая рыб и крабов. Кроме того, на фасаде здания изображены орлы, драконы и мифические существа.
В здании расположены квартиры с 3-го по 20-е этажи и коммерческие магазины на первом и втором этажах.
Фишер-билдинг был признан достопримечательностью Чикаго 7 июня 1978 года и внесено в Национальный реестр исторических мест 16 марта 1976 года.